# Message / Call My Name
Singles de BoA
Tail of Hope
(2013) Shout It Out
(2014)
Message / Call My Name est le 35e single de BoA sorti sous le label Avex Trax le 23 octobre 2013 au Japon. Il atteint la 13e place du classement de l'Oricon et reste classé 3 semaines pour un total de 6 982 exemplaires vendus. Les chansons Message et Call My Name se trouvent sur l'album Who's Back?.

## Liste des titres
| 1. | Message                     |  |
| 2. | Call My Name                |  |
| 3. | Message (Instrumental)      |  |
| 4. | Call My Name (Instrumental) |  |

| 1. | Message (Music Clip)   |  |
| 2. | Message (Making Video) |  |